# 안동 광흥사 응진전 소조석가여래오존상 및 16나한상 일괄
안동 광흥사 응진전 소조석가여래오존상 및 16나한상 일괄(安東 廣興寺 應眞殿 塑造釋迦如來五尊像 및 16 羅漢像 一括)은 경상북도 안동시 서후면 재품리, 광흥사에 있는 불상이다. 2016년 4월 28일 경상북도의 유형문화재 제493호로 지정되었다.

## 지정사유
안동 광흥사의 응진전에 봉안되어 있는 석가여래오존불과 16나한상 등은 총 42구(軀)의 불상들로 구성되어 있으며 일반적인 사례에 비해 그 수량이 많은 편이며 배치 또한 특이하다. 중앙 불단의 삼세불을 중심으로 좌우에 가섭존자와 아난존자가 봉안되어 있고, 벽면의 불단에는 16나한상 및 나한상 사이사이에 16구의 동자상이 있다. 이 밖에도 인왕상 2구와 사자상 2구, 제석천상 1구가 배치되어 있다.
이 존상들은 16세기 불상의 특징을 보여주는 희귀한 사례이며, 제작시기가 임진왜란 이전으로 올라갈 가능성이 높고, 전체 존상이 흙으로 제작된 사례는 매우 드문 경우이다.
아울러, 학술적으로나 예술적으로도 가치가 뛰어난 작품이라 판단되므로 유형문화재(有形文化財)로 지정한다.

## 지정내역
| 일련번호        | 명칭                                                   | 재료 | 구조·형식·형태 | 규격                     | 수량 | 기타특징               |
| --------------- | ------------------------------------------------------ | ---- | -------------- | ------------------------ | ---- | ---------------------- |
| 有形 文化財 493 | 安東 廣興寺 應眞殿 塑造釋迦如來五尊像 및 16羅漢像 一括 | 42軀 | 42軀           | 42軀                     | 42軀 | 42軀                   |
| -1)             | 석가모니불                                             | 흙   | 좌상           | 높이 160cm, 슬폭 117cm   | 1軀  | 제작연대 : 16세기 추정 |
| -2)             | 미륵보살                                               | 흙   | 좌상           | 높이 143.5cm, 슬폭 119cm | 1軀  | 제작연대 : 16세기 추정 |
| -3)             | 제화갈라보살                                           | 흙   | 좌상           | 높이 148cm, 슬폭 112cm   | 1軀  | 제작연대 : 16세기 추정 |
| -4)             | 가섭존자                                               | 흙   | 입상           |                          | 1軀  | 제작연대 : 16세기 추정 |
| -5)             | 아난존자                                               | 흙   | 입상           |                          | 1軀  | 제작연대 : 16세기 추정 |
| -6)             | 나한상                                                 | 흙   | 좌상           |                          | 16軀 | 제작연대 : 16세기 추정 |
| -7)             | 동자상                                                 | 흙   | 입상           |                          | 16軀 | 제작연대 : 16세기 추정 |
| -8)             | 인왕상                                                 | 흙   | 입상           |                          | 2軀  | 제작연대 : 16세기 추정 |
| -9)             | 사자상                                                 | 흙   | 입상           |                          | 2軀  | 제작연대 : 16세기 추정 |
| -10)            | 제석천상                                               | 흙   | 입상           |                          | 1軀  | 제작연대 : 16세기 추정 |

## 같이 보기
- 안동 광흥사 응진전

## 참고 문헌
- 안동 광흥사 응진전 소조석가여래오존상 및 16나한상 일괄 - 국가유산청 국가유산포털